# 在ペルー日本国大使館
在ペルー日本国大使館（スペイン語: Embajada del Japón en el Perú / Embajada de Japón en el Perú、英語: Embassy of Japan in Peru）は、ペルーの首都リマにある日本の大使館。

## 沿革
- 1873年、日本とペルーの国交が正式に樹立される。中南米諸国のうち日本と国交を結んだのはペルーが最も早い[1]
- リマに在ペルー日本帝国公使館が開設される
- 1942年、ペルーが大日本帝国との国交断絶を宣言し[2]、リマの帝国公使館が閉鎖される
- 1945年2月、ペルーが大日本帝国に対して宣戦布告する[2]
- 1945年8月15日、第二次世界大戦において日本が敗戦
- 1952年4月12日、来たる日本国の独立に先駆けて「在外公館の名称及び位置を定める法律」が制定され、在ペルー日本国公使館の設置が定められる[3]
- 1952年4月28日、サンフランシスコ平和条約の発効により日本国が独立、ペルーも同条約締結国のうちの一国[4]
- 1952年6月8日、在ペルー日本国公使館が再開される[5]
- 1952年12月26日、在リマ日本国領事館（スペイン語: Consulado del Japón en Lima / Consulado de Japón en Lima、英語: Consulate of Japan in Lima）の設置が定められる[6]
- 1957年5月15日、リマの公使館が在ペルー日本国大使館に昇格する[7]
- 1980年3月31日、リマの領事館が在リマ日本国総領事館（スペイン語: Consulado General del Japón en Lima / Consulado General de Japón en Lima、英語: Consulate-General of Japan in Lima）に昇格する[8]
- 1996年12月17日[9]、天皇誕生日の祝賀レセプション参列のため要人が集っていた大使公邸にテロリスト集団が闖入して、公邸を占拠（在ペルー日本大使公邸占拠事件）[10]
- 1997年4月22日、約4ヶ月にわたってテロリスト集団による占領が続いていた大使公邸にペルーの特殊部隊が突入して、銃撃戦の末にテロリストを殲滅、大使公邸を解放した[11]
- 2011年12月31日、それまで領事業務を扱っていた在リマ日本国総領事館が閉鎖され、大使館が領事業務を引き継ぐ形で総領事館を吸収する[12][13]
- 2017年11月19日、前週末までヘスス・マリア地区（スペイン語版、英語版）サン・フェリペ通り（スペイン語版）356番地にあった大使館が、リマ市内マグダレナ・デル・マール地区（スペイン語版、英語版）に移転する[14]
- 2021年3月21日から28日にかけて、大使館が2017年11月以前の所在地と同じリマ市内の敷地に移転する[15][16]

## 所在地
| 日本語     | リマ市ヘスス・マリア地区サン・フェリペ通り356番地 |
| スペイン語 | Avenida San Felipe 356, Jesús María, Lima         |

## 主要事件

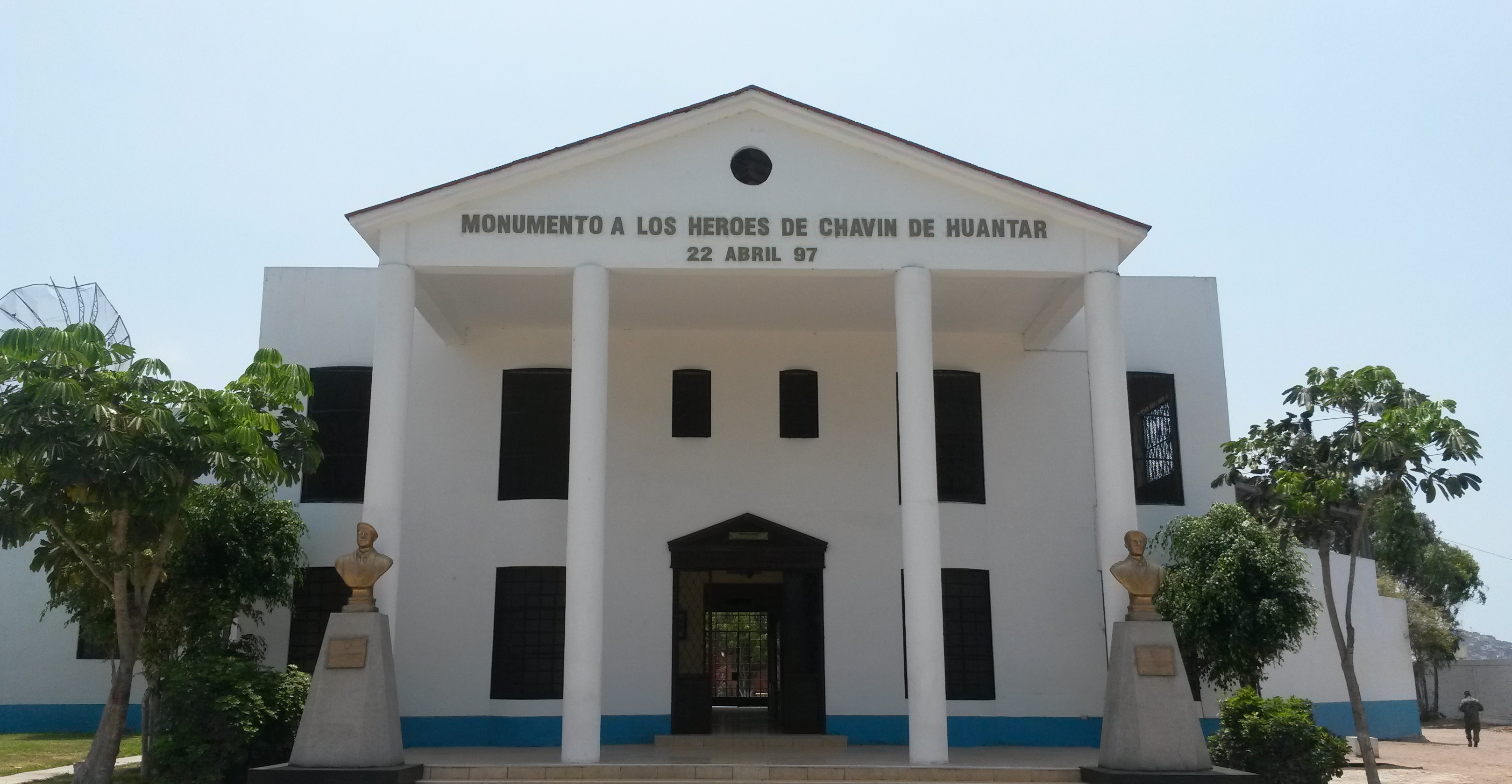
チャビン・デ・ワンタル作戦実施部隊を記念するために作られた在ペルー日本国大使公邸のレプリカ

### 在ペルー日本大使公邸占拠事件（1996～1997年）
1996年12月17日、天皇誕生日の祝賀レセプションが開催されている大使公邸にテロリスト集団トゥパク・アマル革命運動（MRTA）が闖入して、公邸を占拠、青木盛久大使を筆頭とする大使館員に加えて、ペルー政府の要人、各国の駐ペルー大使、日本企業のペルー駐在員ら約600人を人質にした。同日、MRTAは女性と高齢者の人質を解放して犯行声明を発出。12月中に、橋本龍太郎内閣総理大臣によるアルベルト・フジモリ大統領との電話会談や、現地入りした池田行彦外務大臣によるフジモリ大統領との会談が持たれている。
1997年に入ってからも、フジモリ大統領は各国要人との会談やMRTAとの交渉を積極的に設けた。その結果、断続的に人質を解放することに成功して、1月26日までに大使公邸に籠る人質は72名となった。しかしその後は事態が膠着化する。同年4月22日、ペルーの特殊部隊がチャビン・デ・ワンタル作戦を発動して大使公邸に突入してテロリスト14名を全員殺害、これにより事件が解決した。同年5月10日、橋本首相は、人質救出に功績のあった作戦実施部隊を讃えて内閣総理大臣顕彰を授与した。

## 著名な在勤者
- 村上勇介 - 京都大学東南アジア地域研究研究所教授